# Макарово (Кольчугинский район)
Макарово — деревня в Кольчугинском районе Владимирской области России, входит в состав Флорищинского сельского поселения.

## География
Деревня расположена в 1,5 км на север от центра поселения посёлка Металлист и в 11 км на северо-запад от райцентра города Кольчугино.

## История
В начале  XIX  века Макарово было деревней, принадлежавшей Поливановым. В 1806 году им владеют хозяин села Козлятьева Иван Петрович Поливанов. С 1892 года в селе Макарово действовала церковноприходская школа. Боголюбская церковь построена в 1881 году на средства прихожан. Трапезная построена ранее основного храма. В ней в 1861 году были освящены престолы придельных храмов Преподобного Сергия Радонежского и Святых бессеребренников Косьмы и Дамиана.
В конце XIX — начале XX века село входило в состав Андреевской волости Александровского уезда. В 1905 году в селе числилось 79 дворов.
С 1929 года деревня Макарово входила в состав Кожинского сельсовета в составе Кольчугинского района, позднее вплоть до 2005 года — в составе Флорищинского сельсовета.

## Население
| 1859 | 1905 |
| ---- | ---- |
| 395  | 465  |

| 1859 | 1905 | 1926 | 2002 | 2010 | 2021 |
| ---- | ---- | ---- | ---- | ---- | ---- |
| 395  | ↗465 | ↘415 | ↘4   | ↘3   | ↗21  |

## Достопримечательности
В деревне находится недействующая Церковь Боголюбской иконы Божией Матери (1881).